# Carlo Campogalliani

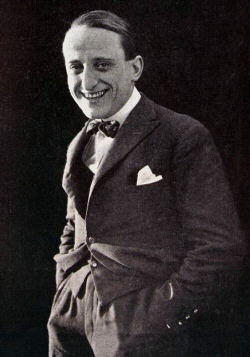
Carlo Campogalliani (1920)

Giovan Battista Carlo Campogalliani (* 10. Oktober 1885 in Concordia sulla Secchia, Provinz Modena; † 9. August 1974 in Rom) war ein italienischer Schauspieler, Drehbuchautor und Filmregisseur.

## Leben
Campogalliani versuchte sich zunächst wie seine ursprünglich jüdischen Vorfahren als fahrender Puppenspieler, bevor er sich Theaterkompanien anschloss, bei denen er als Schauspieler und Bühnenbildner wirkte. Im Jahr 1910 war er erstmals in einem Film (Re Lear) zu sehen; auch drehte er drei Dokumentarfilme in der Toskana. Anschließend kehrte er zu schauspielerischen Bühnenaufgaben zurück.
1913 begann sich seine Karriere beim Film zu verstetigen: Er spielte in etlichen Filmen bis 1915 und wandte sich 1914 auch der Regie zu, bei der er bis zu seinem Rückzug 1961 blieb. In der Stummfilmära inszenierte er zahlreiche Filme mit seiner späteren Frau Laetitia Quaranta und abenteuerliche Stoffe wie die um 1920 entstandene Trilogie um Maciste. Zwei Jahre später, in der Krise des italienischen Filmes, fand er mit seiner Frau den Weg zurück zur Bühne. Ausgedehnte Tourneen, so 1926 in Südamerika, folgten; in Argentinien drehte er auch zwei Filme.
Nach Europa zurückgekehrt, arbeitete er zunächst in Frankreich und Deutschland, bis er 1930 wieder in seinem Heimatland inszenierte. Bis zum Beginn der 1960er Jahre drehte er sowohl künstlerisch ansprechende Werke wie auch rein kommerziell ausgerichtete Genreware.

## Filmografie (Auswahl)
- 1914: Sessa debole
- 1929: Ich hab’ mein Herz im Autobus verloren
- 1947: Achtung, Aufnahme (Silenzio si gira)
- 1957: … und vergib mir meine Schuld (Ascoltami)
- 1958: Rebell ohne Gnade (Capitan Fuoco)
- 1959: Herkules, der Schrecken der Hunnen (Il terrore dei barbari)
- 1960: Maciste, der Rächer der Pharaonen (Maciste nella valle dei re)
- 1960: Ursus – Rächer der Sklaven (Ursus)
- 1961: Alboin, König der Langobarden (Rosmunda e Alboino)